# Apicia deoia
Apicia deoia är en fjärilsart som beskrevs av William Schaus 1913. Apicia deoia ingår i släktet Apicia och familjen mätare. Inga underarter finns listade i Catalogue of Life.